# Titani(III) sulfat
Titan(III) sunfat là một hợp chất vô cơ, một muối của kim loại titan và axit sunfuric có công thức hóa học Ti2(SO4)3 – tinh thể màu xanh lục, không tan trong nước, tạo thành tinh thể ngậm nước.

## Điều chế
- Tác dụng của axit sunfuric đặc nóng lên kim loại titan sẽ tạo ra muối ngậm nước:

{\displaystyle {\mathsf {2Ti+6H_{2}SO_{4}\ \xrightarrow {100^{o}C} \ Ti_{2}(SO_{4})_{3}+3SO_{2}\uparrow +6H_{2}O}}}
- Hoặc dùng hydro khử hoặc điện phân titan(IV) oxysunfat:

{\displaystyle {\mathsf {2TiOSO_{4}+2H_{(Fe,Zn)}^{0}+H_{2}SO_{4}\ \xrightarrow {} \ Ti_{2}(SO_{4})_{3}+2H_{2}O}}}
{\displaystyle {\mathsf {4TiOSO_{4}+2H_{2}SO_{4}\ \xrightarrow {e^{-}} \ 2Ti_{2}(SO_{4})_{3}+O_{2}\uparrow +2H_{2}O}}}

## Tính chất vật lý
Titan(III) sunfat tạo thành các tinh thể màu lục thuộc hệ tinh thể bốn phương, các hằng số a = 0,844 nm, c = 2,195 nm.
Muối khan không tan trong nước, etanol, ete, axit sunfuric đặc.
Nó tạo thành các tinh thể ngậm nước Ti2(SO4)3·8H2O (xanh dương) và Ti2(SO4)3·5H2O (tím).
Khi kết tinh từ axit sunfuric, nó tạo thành các muối axit HTi(SO4)2·4H2O (tím) và H4Ti2(SO4)5·3H2O (xanh lam).
Ngoài ra, 3Ti2(SO4)3·H2SO4·25H2O (tím) cũng có thể kết tinh từ axit sunfuric loãng.

## Tính chất hóa học
- Nó bị phân hủy khi đun nóng:

{\displaystyle {\mathsf {Ti_{2}(SO_{4})_{3}\ \xrightarrow {500-600^{o}C} \ 2TiO_{2}+2SO_{3}+SO_{2}}}}
{\displaystyle {\mathsf {Ti_{2}(SO_{4})_{3}\ \xrightarrow {220^{o}C} \ 2TiOSO_{4}+SO_{2}}}}
- Nó tạo ra phản ứng thuận nghịch với kiềm:

{\displaystyle {\mathsf {Ti_{2}(SO_{4})_{3}+6NaOH\ \rightleftarrows \ 2Ti(OH)_{3}+3Na_{2}SO_{4}}}}
- Nó bị khử bởi nguyên tử hydro:

{\displaystyle {\mathsf {Ti_{2}(SO_{4})_{3}+2H_{(Zn,H_{2}SO_{4})}^{0}\ \xrightarrow {\tau } \ 2TiSO_{4}+H_{2}SO_{4}}}}
- Trong dung dịch nước, nó bị oxy hóa chậm bởi oxy trong khí quyển:

{\displaystyle {\mathsf {2Ti_{2}(SO_{4})_{3}+O_{2}+6H_{2}O\ \xrightarrow {\tau ,Pt} \ 4TiSO_{4}(OH)_{2}+2H_{2}SO_{4}}}}
- Ngoài ra, các muối phức dạng phèn cũng được tạo thành từ các muối sunfat, như của caesi và rubiđi:

{\displaystyle {\mathsf {Ti_{2}(SO_{4})_{3}+Cs_{2}SO_{4}+12H_{2}O\ \xrightarrow {0^{o}C} \ 2CsTi(SO_{4})_{2}\cdot 12H_{2}O\downarrow }}} – kết tủa đỏ

## Hợp chất khác
Ti2(SO4)3 còn tạo một số hợp chất với NH3, như Ti2(SO4)3·6NH3 là bột màu xám nhạt-trắng, được điều chế trực tiếp bằng phản ứng của hai chất trong thời gian dài.